# Festróia

Logo des Festivals

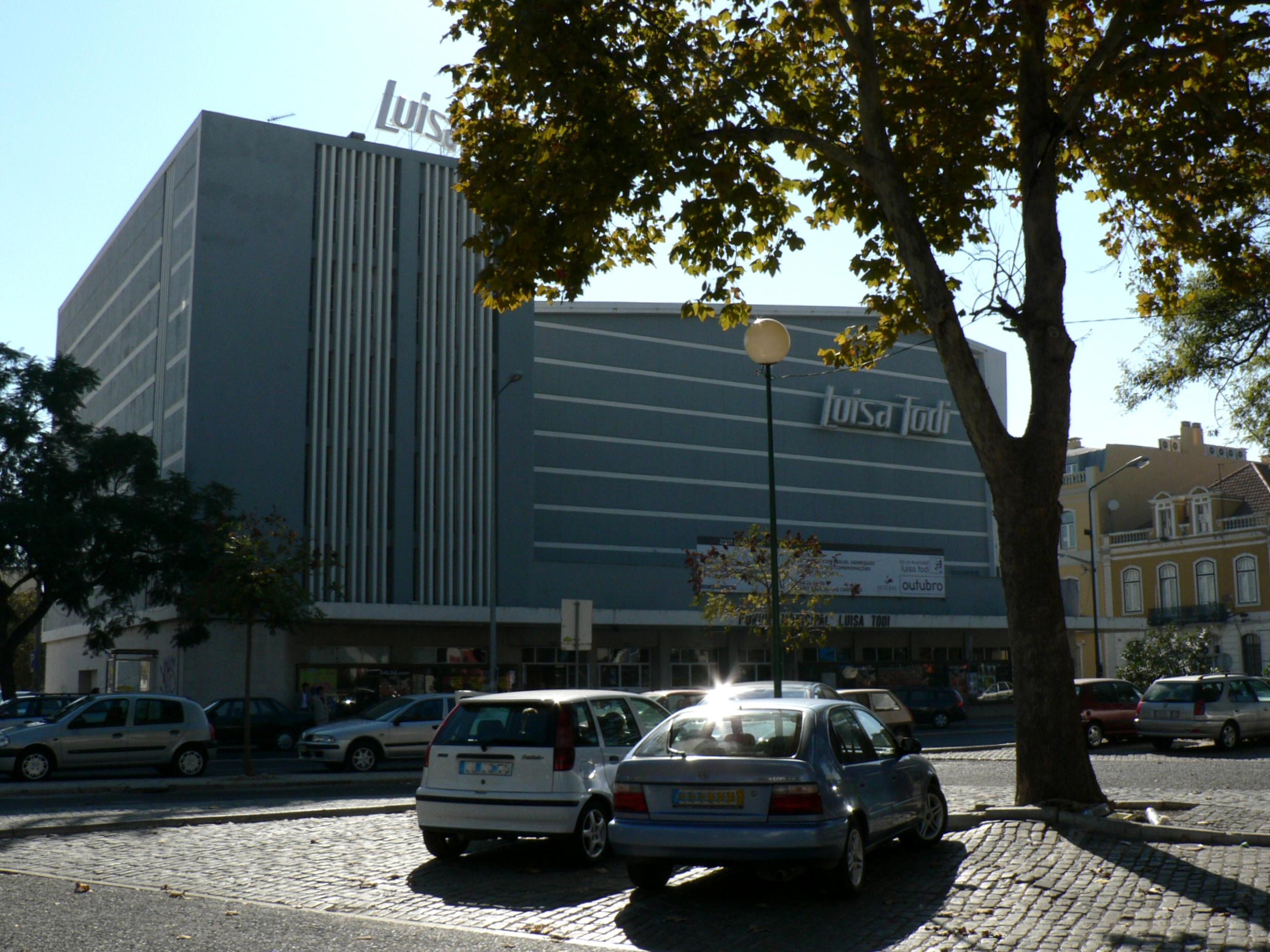
Festivalspielstätte Forum Municipal Luísa Todi in Setúbal

Festróia – Festival Internacional de Cinema de Tróia, auch bekannt als Tróia International Film Festival, war ein Filmfestival, das bis 2014 jährlich in der portugiesischen Stadt Setúbal stattfand. Es war auf Filme aus Ländern spezialisiert, die weniger als 30 Spielfilme im Jahr produzieren.

## Geschichte
Das Festival fand erstmals im Jahr 1985 auf der Halbinsel Tróia statt. Von Anfang an wurde der Goldene Delphin (portugiesisch: Golfinho de Ouro) als Hauptpreis des internationalen Wettbewerbs vergeben. 1987 kam ein FIPRESCI-Preis des Filmkritikerverbands Fédération Internationale de la Presse Cinématographique hinzu. Seit 1988 ist Festróia als bis heute einziges Filmfestival in Portugal beim internationalen Filmproduzentenverband FIAPF akkreditiert – als Festival mit spezialisiertem internationalen Wettbewerb. Damit einher ging die Einschränkung des internationalen Wettbewerbs auf Filme aus Ländern, die weniger als 30 Spielfilme jährlich produzieren. 1989 eröffnete das Festival seinen Filmmarkt „Filmerca“. Im Jahr 1995 übersiedelte das Festival nach Setúbal und bekam schließlich noch eine weitere Spielstätte in Almada.
2007 war das Festróia das erste Filmfestival weltweit, dass durch Einsparungen und Kompensationen vollständig klimaneutral wurde.
Am Ende führte Festróia mehrere Sektionen, darunter einen Wettbewerb für amerikanische Independentfilme. Am Festival wurden diverse weitere Filmpreise vergeben, so etwa auch ein Goldener Delphin für ein Lebenswerk.
Zuletzt fand das Festival 2014 seine 30. Auflage, seit Jahr 2015 läuft das Festival aufgrund fehlender finanzieller Unterstützung nicht mehr.

## Preisträger des Goldenen Delphins für den besten Film
| Jahr | Filmtitel                                                                | Regie                   | Land                       |
| ---- | ------------------------------------------------------------------------ | ----------------------- | -------------------------- |
| 1985 | Cabra Marcado Para Morrer                                                | Eduardo Coutinho        | Brasilien                  |
| 1986 | Fool for Love                                                            | Robert Altman           | USA                        |
| 1987 | Madrid                                                                   | Basilio Martín Patino   | Spanien                    |
| 1988 | En el nombre del hijo                                                    | Jorge Polaco            | Argentinien                |
| 1989 | El kalaa                                                                 | Mohamed Chouikh         | Algerien                   |
| 1990 | Louss, warda al-rimal                                                    | Rachid Benhadj          | Algerien                   |
| 1991 | Homo Novus                                                               | Pál Erdöss              | Ungarn                     |
| 1992 | One Full Moon                                                            | Endaf Emlyn             | Wales                      |
| 1993 | Lepšie byť bohatý a zdravý ako chudobný a chorý                          | Juraj Jakubisko         | Tschechoslowakei           |
| 1994 | Der geheimnisvolle Hügel (Hin helgu vé)                                  | Hrafn Gunnlaugsson      | Island                     |
| 1995 | Madagascar                                                               | Fernando Pérez          | Kuba                       |
| 1996 | Cold Fever (Á köldum klaka)                                              | Friðrik Þór Friðriksson | Island                     |
| 1997 | Pedar                                                                    | Majid Majidi            | Iran                       |
| 1998 | Eskiya – Der Bandit (Eşkıya)                                             | Yavuz Turgul            | Türkei                     |
| 1999 | Salomon und Gaenor (Solomon and Gaenor)                                  | Paul Morrison           | Wales                      |
| 2000 | Ambush 1941 – Spähtrupp in die Hölle (Rukajärven tie)                    | Olli Saarela            | Finnland                   |
| 2001 | Italienisch für Anfänger (Italiensk for begyndere)                       | Lone Scherfig           | Dänemark                   |
| 2002 | Alle Stewardessen kommen in den Himmel (Todas las azafatas van al cielo) | Daniel Burman           | Argentinien                |
| 2003 | Historias Mínimas (Historias mínimas)                                    | Carlos Sorín            | Argentinien                |
| 2004 | Ha-Kochavim Shel Shlomi                                                  | Shemi Zarhin            | Israel                     |
| 2005 | Schildkröten können fliegen (Lakposhtha hâm parvaz mikonand)             | Bahman Ghobadi          | Iran, Frankreich, Irak     |
| 2006 | Willkommen in Israel (Eize Makom Nifla)                                  | Eyal Halfon             | Israel                     |
| 2007 | Karaula                                                                  | Rajko Grlić             | GB, SCG, HR, SLO, MK, BiH  |
| 2008 | Leergut (Vratné lahve)                                                   | Jan Svěrák              | Tschechien, Großbritannien |
| 2009 | Forbidden Fruit (Kielletty hedelmä)                                      | Dome Karukoski          | Finnland                   |
| 2010 | Ein Mann von Welt (En ganske snill mann)                                 | Hans Petter Moland      | Norwegen                   |
| 2011 | Tirza                                                                    | Rudolf van den Berg     | Niederlande                |
| 2012 | Parada (Парада)                                                          | Srđan Dragojević        | Serbien                    |
| 2013 | The Broken Circle (The Broken Circle Breakdown)                          | Felix Van Groeningen    | Belgien                    |
| 2014 | Gott verhüte! (Svećenikova djeca)                                        | Vinko Brešan            | Kroatien                   |